# Seznam moravských světců

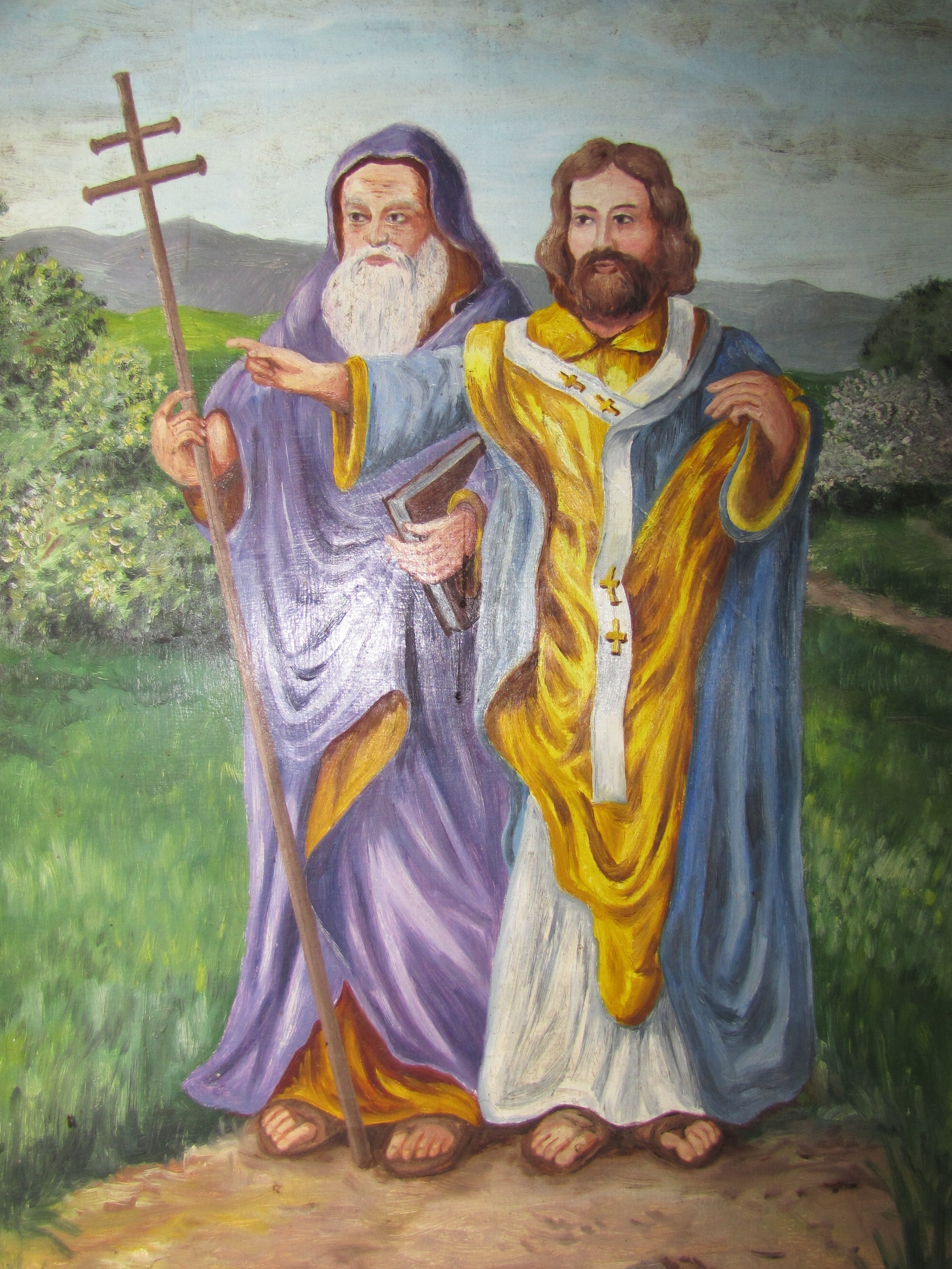
Sv. Cyril a Metoděj

Toto je seznam moravských světců a blahoslavených. Obsahuje všechny patrony Moravy, kteří zde působili či zemřeli.

## Katolická církev

### Svatí
- sv. Metoděj – misionář na Velké Moravě, biskup (bratr sv. Cyrila)
- sv. Cyril – misionář na Velké Moravě, mnich (bratr sv. Metoděje)
- sv. Gorazd – Metodějův nástupce (patří spolu se sv. Cyrilem, sv. Metodějem, sv. Klimentem Ochridským, sv. Naumem, sv. Sávou a sv. Angelárem mezi tzv. sv. Sedmipočetníky)
- sv. Edmund Kampián – britský jezuita, mučedník (studoval v Brně, vyučoval v Praze)
- sv. Jan Sarkander – umučený za českého stavovského povstání
- sv. Jan Nepomucký – pražský generální vikář mučený a shozený z Karlova mostu (hojně uctíván i na Moravě)
- sv. Klement Maria Hofbauer – vlivný varšavský a vídeňský kněz (pocházel z Tasovic u Znojma)
- sv. Zdislava – zakladatelka špitálu v Jablonném, narozena v Křižanově na Moravě

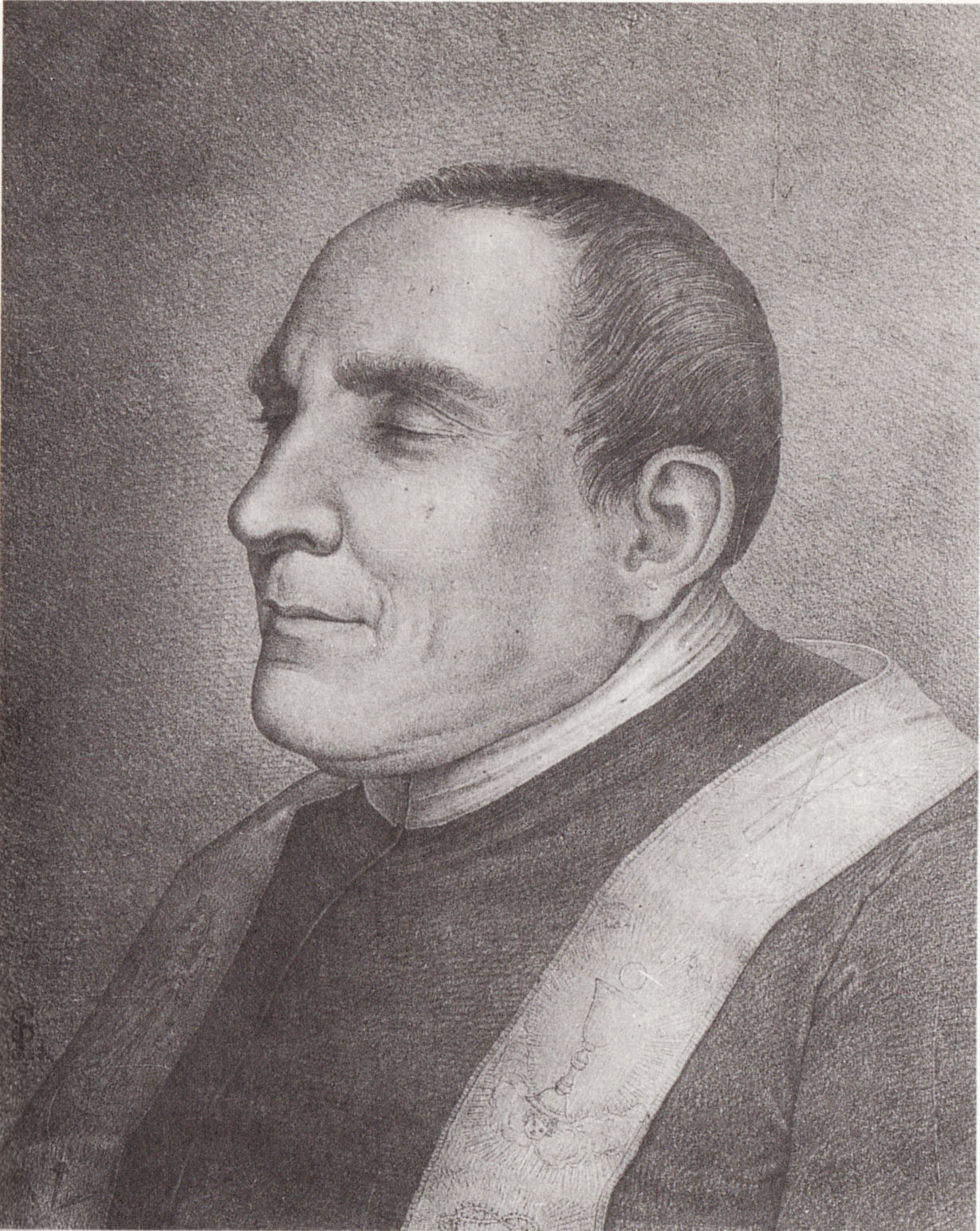
Sv. Klement Maria Hofbauer

### Blahoslavení
- bl. Česlav Odřivous – slezský dominikánský kazatel, kněz, působil v Čechách a na Moravě
- bl. Jindřich Librarius – první převor dominikánského kláštera v Českých Budějovicích (pocházel z Moravy)
- bl. Karel Rakouský, poslední markrabě moravský, král český, císař rakouský
- bl. Metoděj Dominik Trčka – řeckokatolický kněz, řeholník, oběť komunismu
- bl. Marie Antonína Kratochvílová – mučednice nacistického režimu
- bl. Marie Restituta Kafková – řeholnice, oběť nacismu
- bl. Engelmar Hubert Unzeitig – kněz, oběť nacismu
- bl. Maria Paschalis Jahnová – polská řeholnice a mučednice z období nacismu (zemřela v Sobotíně na Moravě)

### Kandidáti na blahořečení

#### Ctihodní
- ct. Ignác Stuchlý – kněz, salesián
- ct. Marie Vojtěcha Hasmandová – řeholnice, generální představená české větve Kongregace Milosrdných sester svatého Karla Boromejského
- ct. Antonín Cyril Stojan – olomoucký arcibiskupBl. Marie Restituta KafkováIkona sv. Rostislava

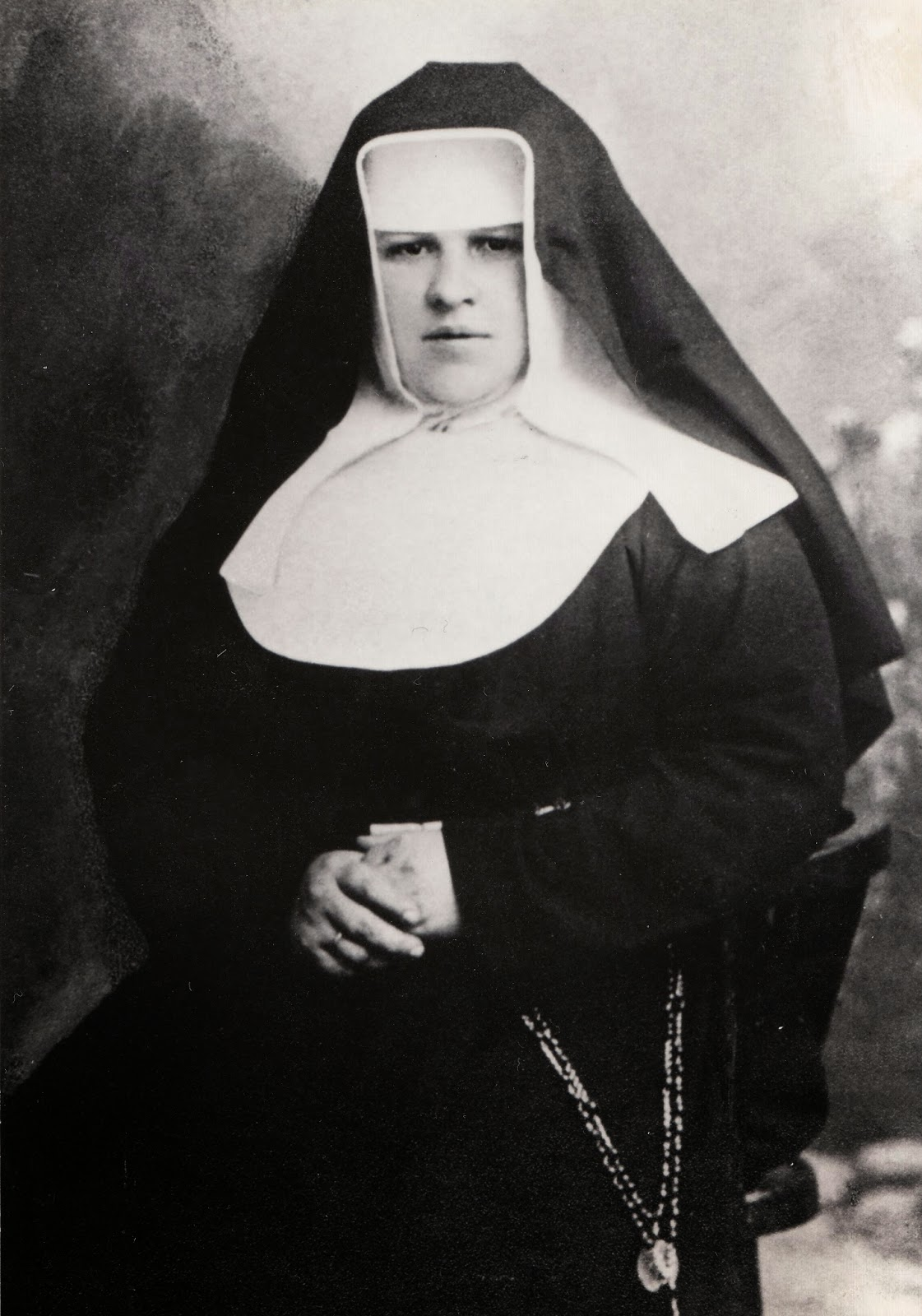
Bl. Marie Restituta Kafková

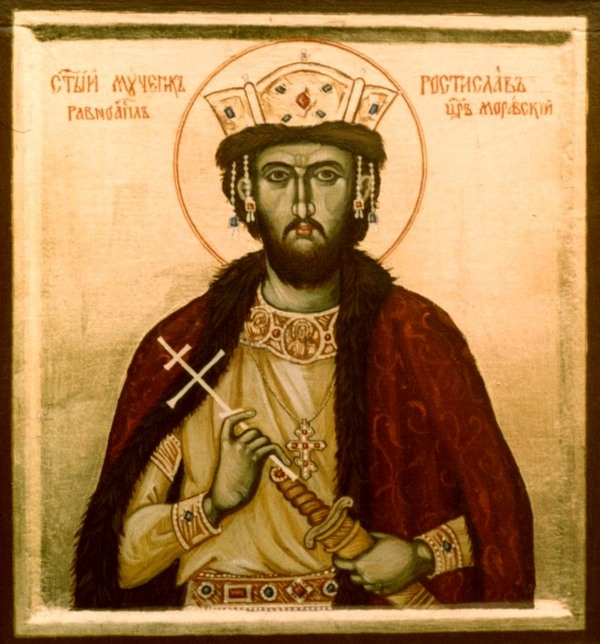
Ikona sv. Rostislava

- ct. Martin Středa – kněz, jezuita, působil v Brně

#### Služebníci Boží
- Anna Zelíková – členka karmelitánského třetího řádu
- Antonín Šuránek – kněz, spirituál olomouckého kněžského semináře
- Jan Bula – kněz, oběť komunistického pronásledování církve
- Josef Hlouch – biskup českobudějovický, oběť komunistického pronásledování církve (pocházel z Lipníku na Moravě)
- Josef Toufar – kněz, oběť komunistického pronásledování církve (pocházel z Arnolce na Moravě)
- Marie Rosa Vůjtěchová – řeholnice kongregace Božského Srdce Ježíšova a její zakladatelka
- Tomáš Týn – kněz, dominikán, pocházel z Brna
- Václav Drbola – kněz, oběť komunistického pronásledování církve
- Zita Bourbonsko-Parmská – poslední rakouská císařovna a česká královna v letech 1916–1918, manželka bl. Karla Rakouského[1]

## Pravoslavná církev

### Svatí
- sv. Rostislav – kníže na Velké Moravě, iniciátor cyrilometodějské misie
- sv. Metoděj – misionář na Velké Moravě, arcibiskup moravský (bratr sv. Cyrila)
- sv. Cyril – misionář na Velké Moravě, mnich (bratr sv. Metoděje)
- sv. Gorazd – Metodějův nástupce na moravském arcibiskupském stolci (patří spolu se sv. Cyrilem, sv. Metodějem, sv. Klimentem Ochridským, sv. Naumem, sv. Sávou a sv. Angelárem mezi tzv. sv. Sedmipočetníky)
- sv. Gorazd II. – biskup pražský a moravskoslezský, mučedník, oběť nacistického režimu (pocházel z Hrubé Vrbky)
- sv. Merkurij Smolenský – ruský mučedník, pocházel z Moravy
- sv. Stanislav Nasadil – kněz, mučedník, oběť nacismu (zemřel v Srbsku)
- Svatí čeští novomučedníci – 18 věřících popravených za účast v protinacistickém odboji během druhé světové války a také za při ukrývání parašutistů zapojených do atentátu na zastupujícího říšského protektora Reinharda Heydricha během operace Antropoid (např. sv. Vladimír Petřek, sv. Václav Čikl, sv. Marie Čiklová, sv. Jan Sonnevend, sv. Václav Ornest, sv. Karel Louda)